# Sainte-Marie-aux-Chênes
Sainte-Marie-aux-Chênes település Franciaországban, Moselle megyében. Lakosainak száma 4512 fő (2022. január 1.). Sainte-Marie-aux-Chênes Auboué, Batilly, Homécourt, Moineville, Saint-Ail, Amanvillers, Montois-la-Montagne, Roncourt és Saint-Privat-la-Montagne községekkel határos.

## Népesség
A település népessége az elmúlt években az alábbi módon változott:
| Lakosok száma | 3365 | 3317 | 3302 | 3553 | 4025 | 4104 | 4216 | 4350 | 4463 | 4512 |
|               | 1968 | 1982 | 1990 | 2006 | 2013 | 2015 | 2017 | 2019 | 2020 | 2022 |